# 卡瓦杜河

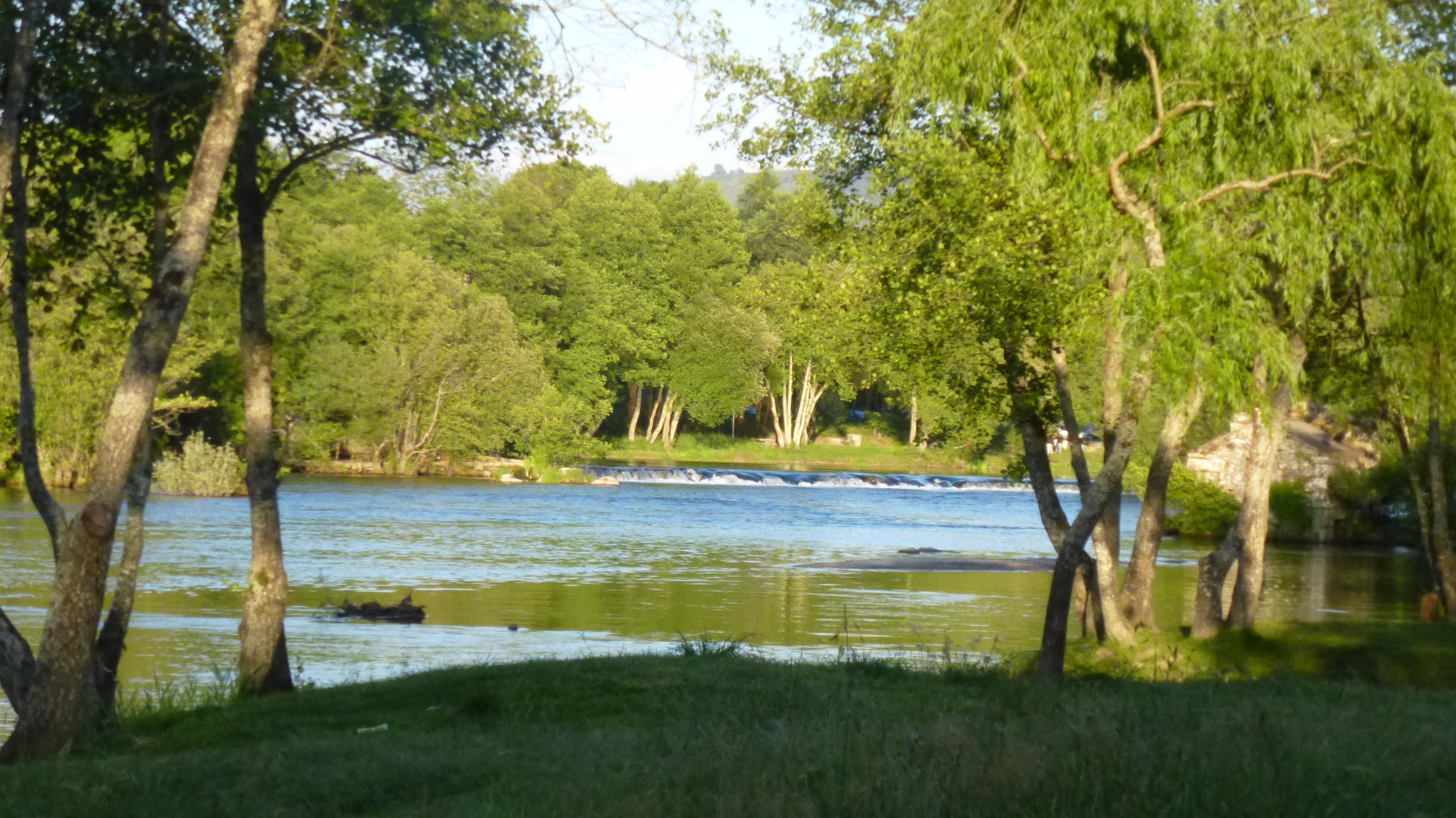

卡瓦杜河（葡萄牙語：rio Cávado，葡萄牙語發音：[ˈʁiu ˈkavɐðu]）是位於葡萄牙北部的一條河流。
它發源於拉羅科山脈（Serra do Larouco），海拔1,520（4,990英尺）。河流延伸135（84英里），在埃斯波森迪注入大西洋。它的河口地帶因為有特殊的沙丘及野生生物，因此被劃入北部沿海自然公園的範圍內。